# Европейска столица на културата
Инициативата „Европейска столица на културата“ е сред най-престижните и популярни европейски културни събития. Замислена е с цел да допринесе за сближаването на европейските народи.
Решение за нейното осъществяване е взето през юни 1985 г. от Съвета на министрите на културата на Европейския съюз по инициатива на Мелина Меркури. В периода след 1985 г. повече от 40 града са избрани за титлата „европейска столица на културата“ – от Стокхолм до Генуа, от Атина до Глазгоу, от Краков до Порто.
Събитието може да донесе огромни ползи за градовете в културно, социално и икономическо отношение в рамките на самата година и след това. То е уникална възможност за обновяване на градовете, за промяна на представата за тях и за тяхното популяризиране в европейски и международен план. Силно се вярва, че ECoC значително увеличава социалните и икономическите ползи, особено когато събитията са вградени като част от дългосрочна стратегия за развитие на градовете и околностите. По изчисления на някои предишни успешни столици всяко евро, инвестирано в събитието, може да генерира печалба в размер между 8 и 10 евро. Така събитието може да допринесе за растежа и заетостта.
Европейските столици на културата могат да дадат ценен принос за социалното включване и диалога между културите.

## Държави-домакини
Това са държавите, участвали със свои градове в инициативата, и тези, на които тепърва им предстои:
- 2007 –Люксембург и Румъния
- 2008 –Великобритания
- 2009 – Австрия и Литва,
- 2010 – Германия и Унгария,
- 2011 – Финландия и Естония,
- 2012 – Португалия и Словения,
- 2013 – Франция и Словакия,
- 2014 – Швеция и Латвия,
- 2015 – Белгия и Чехия,
- 2016 – Испания и Полша,
- 2017 – Дания и Кипър,
- 2018 – Нидерландия и Малта,
- 2019 – Италия и България,
- 2020 – Ирландия и Хърватия,
- 2021 – Румъния и Гърция.
- 2022 - Люксембург, Литва и Сърбия,
- 2023 - Румъния, Унгария и Гърция,

## Градове-домакини
Европейски столици на културата в последните 3 години са следните градове:
- 2011 – Талин (Естония) и Турку (Финландия),
- 2012 – Гимараеш (Португалия) и Марибор (Словения),
- 2013 – Марсилия (Франция) и Кошице (Словакия).

## Участие на България
През 2019 година Пловдив и Матера носеха статута „европейска столица на културата“. Това състезание носи много възможности и позитиви не само на спечелилите градове, но и на тези, които участват активно в процеса на подготовка, защото насочва вниманието на гражданите и хората, които взимат решения към развитието на културата. 
„Пловдив 2019“ се превърна в обещаваща възможност за развитие на доброволчеството в България чрез иновативни креативни практики. Страната исторически е демонстрирала едни от най-ниските нива както на формално, така и на неформално доброволчество в Европейския съюз. Според сравнителната статистика на Евростат за доброволческите дейности, само около 6% от българите участват в организирано доброволчество, в сравнение със средното за ЕС от 19%, което поставя страната на дъното на класацията .
Фестивалът на градските игри Fusion 2019 в Plovdiv беше едно от най-забележителните събития на годината, събирайки участници от цяла Европа – включително България, Италия, Полша, Германия, Великобритания и Русия – за да се включат в пет иновативни игри и културно доброволчество. Тази съвместна инициатива, част от проекта „Европейски столици на културата“, обедини Plovdiv и Matera в двуетапно пътешествие, целящо да изследва и преосмисли културните и исторически измерения на тези градове. Различният произход на участниците и сценариите на игрите (шпионски сюжети, космически приключения и мистериозни истории и др.) изиграха ключова роля в това изследване .
Проницателното интервю на Татяна Гаркавая с италианските доброволци Джузепе Нуци и Матео Лилиу отбеляза, че събитието е предизвикало обновено чувство за креативност сред участниците и подобни междукултурни игри биха могли да се превърнат в мощен инструмент в бъдещото развитие на международни проекти, особено в туризма и образованието . Гаркавая, награждаван специалист по многоезична комуникация, е известна с подкрепата си за доброволците, участващи в „Пловдив 2019“. След като е провела десетки интервюта и е написала множество статии на английски, български и италиански език, тя е изиграла важна роля в популяризирането на дейностите и историите на тези доброволци  на фона на скандали около изпълнението на програмата „Пловдив 2019“ .

### София
София вече има своята логосистема за кандидатурата на града за европейска столица на културата през 2019 г. Победителят в международния конкурс, организиран от Асоциацията за развитие на София в изпълнение на инициатива на Столичната община и в партньорство със Sofia Design Week е проектът на Борис Бонев. В конкурса участваха 76 проекта от 5 държави (България, Гърция, Германия, Финландия и Португалия). Международното жури, съставено от 7 дейци от различни сфери (дизайн, културен мениджмънт, журналистика, културни изследвания, градска политика), определи за финалисти 4 от проектите и в периода 11 – 18 юни 2011 г. гражданите имаха възможност да гласуват за своя фаворит в интернет. След 10-дневно гласуване във виртуалното пространство спечелилият мнозинството от гласовете проект е обявен на специална церемония от кмета на град София Й. Фандъкова.
В подкрепа на каузата София да бъде избрана за европейска столица на културата 2019 успешно работи Инициативен комитет „Приятели на София – европейска столица на културата.
Успехът на един град в състезанието за титлата „Европейска столица на културата“ се дължи в голяма степен на атрактивната и динамична програма, която предлага, но и на духа, който жителите и гостите усещат. Усещане, което се създава от хората в града, което присъства в обществените пространства и което дава самочувствие и гради визията за бъдещето. В рамките на Европейска столица на културата, София иска да сподели своите силни страни – културни ресурси и социални привилегии. Защо София избра темата „Сподели София“? Защото тя има огромен потенциал. Изборът на тази тема стъпва върху предимствата на София и региона, има предвид и недостатъците и проблемите, за чието разрешаване Европейската столица на културата би могла да бъде важен катализатор. „Сподели София“ се обръща към самите софиянци, насочена е към партньорите от Югозападния регион – Благоевград, Кюстендил и Перник, а така също ще бъде споделена по нов начин и с Европа.

### Пловдив
Общинска фондация „Пловдив 2019″ е учредена с основна цел да подготви кандидатурата на Пловдив за конкурса за европейска столица на културата през 2019 година. Фондацията съдейства за сближаването на европейските народи и култури, обединяване на културни и административни институции, за съвместни проекти и връзката им с европейските и световни такива с цел популяризиране на културните постижения на Пловдив и неговото историческо наследство, да съдейства за развитието на град Пловдив като модерен европейски град, включващо урбанистични решения, развитие на културно-историческото наследство и разработване на всички форми на културен туризъм, да популяризира културните постижения на град Пловдив, в страната и чужбина, като ангажира с тази цел и местната общност и я привлича за съвместни прояви, осъществяване на подготовка за кандидатстване и избиране на град Пловдив за европейска столица на културата през 2019 година, създаване на цялостна стратегия на културна политика на град Пловдив.

### Варна
Мотото, под което Варна ще кандидатства за европейска столица на културата през 2019 година: „БРЯГ НА ВДЪХНОВЕНИЕТО / PORT OF INSPIRATION“.

### Велико Търново
Градът има първостепенна роля в историята на България в продължение на повече от 8 века. През Средновековието европейците го наричат „трети Рим, втори Константинопол“. През Възраждането говорят за него като за: „Майка на българските градове“, пленен от очарованието на града, дядо Вазов написал: „Като гледам тоя невероятен град, си мисля, че това е сън, видение, измама на очите“.